# Ceratocryptus bituberculatus
Ceratocryptus bituberculatus är en stekelart som beskrevs av Cameron 1903. Ceratocryptus bituberculatus ingår i släktet Ceratocryptus och familjen brokparasitsteklar. Inga underarter finns listade i Catalogue of Life.